# 楽園のこちら側
『楽園のこちら側』（らくえんのこちらがわ、This Side of Paradise）は1920年出版の小説。F・スコット・フィッツジェラルドのデビュー作。ルパート・ブルックの詩『ティアレ・タヒチ』の一行がタイトルとして用いられ、第一次世界大戦後の若者の生活や倫理観が詳細に描かれた作品。主人公のエイモリー・ブレインは魅力的で、文学をちょっとかじったプリンストン大学の学生。この小説は強欲や出世競争によって歪められた愛の探究がテーマとなっている。

## 背景
1919年の夏、わずか1年に満たない交際期間の後、 ゼルダ・セイヤーは当時22歳だったフィッツジェラルドとの婚約を破棄した。ひと夏の間アルコールに溺れたフィッツジェラルドはその後、ミネソタ州のセントポールの家族のもとへ戻り、もし小説家として成功できたらゼルダを取り戻そうという期待を込めて本書を書き上げた。プリンストン在学中に（とりわけコテージ・クラブの図書館で）フィッツジェラルドは未発表小説の『ロマンチック・エゴイスト』を執筆し、80ページのタイプ打ち原稿だった当作は最終的に『楽園のこちら側』となり完成を迎えた。
1919年9月4日、フィッツジェラルドは手書きの原稿を彼の友人シェーン・レスリーに渡し、その原稿はニューヨークの出版社チャールズ・スクリブナーズ・サンズの編集者マックスウェル・パーキンスの元へ届けられた。スクリブナーズの編集者たちはほとんど原稿に興味を示さなかったがパーキンスは原稿を受け取り、そして9月16日に正式に採用されることが決まった。フィッツジェラルドは1日も早い出版を望んだ（これは早く有名になってゼルダをあっと言わせたかったため）ものの、出版は翌年の春まで見送られた。にもかかわらず、作品が採用され出版が決まると彼はゼルダのもとを訪ね、二人は再び交際を始めた。そして彼の成功が目前に迫った頃、ゼルダは彼との結婚を受け入れた。

## 出版
『楽園のこちら側』は1920年3月26日に出版され、初版の3,000部はわずか3日で売り切れとなった。初版の出版から4日後、初版が売り切れた日の翌日の3月30日、フィッツジェラルドはゼルダに、その週末にニューヨークに来て結婚しようと電報を打った。出版からわずか1週間後の1920年4月3日、ゼルダとスコットはニューヨークで挙式した。
1920年と1921年の2年間で12回の重版を繰り返し、合計49,075部を売り上げた ものの、フィッツジェラルドにとっては大きな収入にはならなかった。最初の5,000部までは1部あたり10%に当たる1ドル75セント、それ以上は1部あたり15パーセントの印税を得たが、1920年の彼のこの本による収入は計6,200ドル（2015年の価値に換算すると82,095ドル27セント）だった。しかし、その成功は今や有名人となったフィッツジェラルドにとって、短編を書くよりもずっと高い収入だった。

## あらすじ
本作は2つのパートで構成されている。
『第一巻：ロマンチックなエゴイスト』
本作は並外れた将来が約束された中西部出身の若者エイモリー・ブレインを中心に描かれている。エイモリーは寄宿学校（ボーディング・スクール）に入った後、プリンストン大学に入学する。彼はエキセントリックな母親ビアトリスの元を去り、彼女の親友の一人であるダーシー司教と友人になる。プリンストン在学中にミネアポリスに戻った際、以前幼い頃に出会っていた女性イザベル・ボルゲと再会し、彼女とプリンストンでロマンチックな関係を始める。彼はきらびやかな言葉を並べた詩を幾度となく彼女に書いて送るが、彼の卒業ダンスパーティーで再会した際、互いに幻滅を覚える。
『幕間（インタールード）』
2人が別れた後、エイモリーは第一次世界大戦で軍隊に従事するため海外へと送られた。フィッツジェラルド自身も軍隊に所属したが、彼がロング・アイランドに停泊していた間に終戦を迎えた。後半でエイモリーが銃剣の教官であったことが語られている以外、彼の戦争の経験について詳しくは描かれていない。
『第二巻：人格（パーソネージ）の教育』
終戦後、エイモリー・ブレインはニューヨークで社交界にデビューしたロザリンド・コナージュに恋をする。しかし彼は貧しかったために2人の恋も崩れ去ってしまい、ロザリンドは裕福な男性との結婚を決意する。精神的に打ちのめされたエイモリーだったが、彼のメンターであったダーシー司教が死んでいたことがわかり、さらに追い打ちをかけられる。本作はエイモリーの「自分のことは分かってる。でもそれだけなんだ」という皮肉な嘆きの言葉で終わる。

## 登場人物
ほとんどの登場人物は、直接フィッツジェラルド自身の人生に関わりのあった人々である。
エイモリー・ブレイン（Amory Blaine）
本作の主人公。明らかにフィッツジェラルド自身を描いた人物である。両者とも中西部出身でプリンストン大学に入り、社交界でロマンスに失敗した経験を持ち、軍隊に従事し、そして二度目の社交界でのロマンスにも失敗している（『楽園のこちら側』の成功によってフィッツジェラルドはゼルダを取り戻してはいるが）。
ビアトリス・ブレイン（Beatrice Blaine）
ブレイン家の母親は実際にはフィッツジェラルド自身の母親ではなく、彼の友人の一人の母親を描いている。
イザベル・ボルゲ（Isabelle Borgé）
エイモリーの初恋はフィッツジェラルド自身の初恋の相手、シカゴで社交界にデビューしたジネブラ・キングがモデルとなっている。
ダーシー司教（Monsignor Darcy）
ブレインの精神的メンターで、フィッツジェラルドが近しくしていたフェイ司教がモデルとなっている。フェイ司教はミネアポリスの出身。
ロザリンド・コナージュ（Rosalind Connage）
エイモリーの2番目の恋はフィッツジェラルド自身が2番目に恋をした相手ゼルダ・セイヤーがモデル。ゼルダと違いロザリンドはニューヨークの出身だが、ロザリンドは一部、H・G・ウェルズの小説『トーノ・バンゲイ』に登場するビアトリス・ノルマンディーがモデルとなっている。
セシリア・コナージュ（Cecilia Connage）
ロザリンドのシニカルな妹。
トーマス・パーク・ダンヴィリエ（Thomas Parke D'Invilliers）
ブレインの親友の一人（及びグレート・ギャツビーの冒頭の詩を書いた架空の作家）で、フィッツジェラルドの友人でありクラスメートの詩人ジョン・ピール・ビショップに基づく。
エリーナ・サヴェッジ（Eleanor Savage）
エイモリーがメリーランド州で出会った少女。二人は文学を愛し夏の間、互いに思いを寄せるが、エリーナが馬を崖から落とし、自分も危うく死にかけた後で別れを迎える。
クララ・ペイジ（Clara Page）
エイモリーのいとこの未亡人で、エイモリーは思いを寄せたが彼女はそれを受け入れない。

## 表現スタイル
『楽園のこちら側』には異なるスタイルの表現方法が用いられている。時に虚構の説話的に、時に自由詩のように、時に文学劇のように、エイモリーによる文字や詩がちりばめられている。実は本作のこの異なるスタイルの混ぜ合わせは、フィッツジェラルドが以前の作品である『ロマンチック・エゴイスト』に、未発表であったさまざまな短編や詩を継ぎ足そうと試みた結果である。三人称が二人称に切り替わることもあり、本作が彼の半自伝的作品であることをほのめかしている。

## 評価
概して本作に対する評価は熱心である。シカゴ・トリビュートのバートン・ラスコーは「これは天才だと思わせるものを本作は持っている。現代の青年や若い世代のアメリカ人を知ることができる唯一の適切な研究文献である」と述べている 。またH・L・メンケンは「『楽園のこちら側』は最近読んだアメリカの小説の中で最高の作品」とも述べている。
しかし、本作に満足しなかったのがプリンストン大学の学長であったジョン・グライアー・ヒベンであった。「我が校の若者たちが単に社交クラブで4年間を無駄に過ごし、計算高く俗物根性の精神で生きていると考えるのは耐えられない」と述べている。

## 影響
- 『30 ROCK/サーティー・ロック』の主人公、アレック・ボールドウィン演じるジャック・ドナヒーはプリンストン大学から「エイモリー・ブレイン・ハンサムネス・スカラーシップ」を授与されたと言っている。

## 主な日本語訳
- 『楽園のこちら側』高村勝治訳、荒地出版社「現代アメリカ文学全集」、1957年／グーテンベルク21・電子出版、2022年
- 『楽園のこちら側』朝比奈武訳、花泉社、2016年。ISBN 978-4907205089
- 『楽園のこちら側』米文学研究同好会訳、2019年。電子書籍・Kindle版ほか